# Кетрін Беркофф
Кетрін Беркофф (28 січня 2001 , Міссула, Монтана ) — американська плавчиня, призерка чемпіонатів світу, чемпіонка світу з плавання на короткій воді.